# Pałaneczka
Pałaneczka (Cercartetus) – rodzaj ssaka z rodziny drzewnicowatych (Burramyidae).

## Rozmieszczenie geograficzne
Rodzaj obejmuje gatunki występujące na Nowej Gwinei i Australii.

## Morfologia
Długość ciała 5–11 cm, długość ogona 5,3–15,1 cm; masa ciała 6–43 g.

## Systematyka
Rodzaj zdefiniował w 1841 roku niemiecki zoolog Constantin Wilhelm Lambert Gloger w publikacji swojego autorstwa będącej podręcznik non-profit i książką pomocniczą historii naturalnej. Gatunkiem typowym jest (oznaczenie monotypowe) pałaneczka gruboogonowa (C. nanus).  

### Etymologia
- Cercartetus: gr. κερκος kerkos ‘ogon’; αερταω aertaō ‘podnosić’[10].
- Dromicia: gr. δρομικος dromikos ‘dobry w bieganiu, szybki’, od τρεχω trekhō ‘biegać’[11]. Gatunek typowy (oznaczenie monotypowe): Phalangista nana Desmarest, 1818.
- Eudromicia: gr. ευ eu „dobry, typowy”; rodzaj Dromicia J.E. Gray, 1841[3]. Gatunek typowy: Mjöberg wymienił trzy gatunki – Eudromicia macrura[a] Mjöberg, 1916, Eudromicia lepida: Mjöberg, 1916 (=  Dromicia lepida O. Thomas, 1888) i Eudromicia caudata Mjöberg, 1916 – z których gatunkiem typowym jest (późniejsze oznaczenie)[12] Eudromicia macrura Mjöberg, 1916.
- Dromiciola: rodzaj Dromicia J.E. Gray, 1841; łac. przyrostek zdrabniający -ola[13]. Gatunek typowy (oryginalne oznaczenie): Dromicia lepida Thomas, 1888.
- Dromiciella: zdrobnienie nazwy rodzaju Dromicia J.E. Gray, 1841; łac. przyrostek zdrabniający -ella[14]. Gatunek typowy (oryginalne oznaczenie): Dromicia concinna Gould, 1845.

### Podział systematyczny
Do rodzaju należą następujące gatunki:
| Grafika | Gatunek               | Autor i rok opisu     | Nazwa zwyczajowa        | Podgatunki         | Rozmieszczenie geograficzne | Podstawowe wymiary                            | Status IUCN |
| ------- | --------------------- | --------------------- | ----------------------- | ------------------ | --- | --------------------------------------------- | ----------- |
|         | Cercartetus caudatus  | (Milne-Edwards, 1877) | pałaneczka długoogonowa | 2 podgatunki       | Indonezja i Papua-Nowa Gwinea: wyżyny Nowej Gwinei (Ptasia Głowa, Góry Centralne i Huon) oraz Australia (północny Queensland, od Cooktown do Townsville); zakres wysokości: 300–3450 m n.p.m.                            | DC: 10,3–10,8 cm DO: 12,8–15,1 cm MC: 25–40 g | LC          |
|         | Cercartetus concinnus | (Gould, 1845)         | pałaneczka cynamonowa   | gatunek monotypowy | endemit Australii (południowa Australia Zachodnia, południowa (wraz z Wyspą Kangura) i południowo-wschodnia Australia Południowa, zachodnia Wiktoria oraz południowo-zachodnia Nowa Południowa Walia                     | DC: 6,4–10,6 cm DO: 5,3–10,1 cm MC: 8–21 kg   | LC          |
|         | Cercartetus lepidus   | (O. Thomas, 1888)     | pałaneczka karłowata    | gatunek monotypowy | endemit Australii (południowo-zachodnia Wiktoria do południowo-wschodniej Australii Południowej (wraz z Wyspą Kangura) oraz Tasmania)                                                                                    | DC: 5–7,3 cm DO: 6–7,5 cm MC: 6–10 kg         | LC          |
|         | Cercartetus nanus     | (Desmarest, 1818)     | pałaneczka gruboogonowa | gatunek monotypowy | endemit Australii (przybrzeżna granica Queenslandu i Nowej Południowej Walii do południowo-wschodniej Australii Południowej, Tasmania i wyspy Cieśniny Bassa (wyspy King i Flindersa); zakres wysokości: 0–1800 m n.p.m. | DC: 7–11 cm DO: 7,5–10,5 cm MC: 15–43 kg      | LC          |

Kategorie IUCN:  LC  – gatunek najmniejszej troski.